# Wim Gijsen
Wim Gijsen (Zwolle, 20 augustus 1933 – 30 oktober 1990) was een Nederlandse schrijver.

## Biografie
Gijsen was dichter, schrijver en hoorspelauteur. Als mederedacteur was hij betrokken bij het literair tijdschrift Maatstaf in de periode dat dit uitgegeven werd door Bert Bakker. Hij schreef literair proza, gedichten, kinderboeken en diverse werken in het new age genre over onder andere de dood, het hiernamaals, meditatie, vegetarisme en yoga, voordat hij in 1980 twee sciencefictionboeken schreef. Daarna schreef hij tot zijn dood nog een tiental fantasyboeken. Gijsen was een van de eerste Nederlandse schrijvers van moderne sciencefiction en fantasy die doorbrak bij een groter publiek. Hij volgde verder cursussen keramiek en psychotherapie, was actief bij de PSP en deed naast het schrijven aan beeldhouwen.
Na de eerste sciencefiction-dubbelroman De eersten van Rissan en De koningen van weleer volgde nog een dubbelroman, maar nu in het fantasy-genre: Iskander de dromendief en Het huis van de wolf. Daarna volgde de Deirdre-trilogie en een aantal losse boeken zoals De Rook van Duizend Vuren en de Dromenwever', verhalenbundels Roos van het Zand en Helm en de Merisse-trilogie. Dit zou zijn laatste werk zijn: het derde deel heeft hij niet meer kunnen voltooien, Peter Schaap schreef het einde.

### Reeksen

#### Rissan
- 1980 - De eersten van Rissan
- 1981 - De koningen van weleer

#### Iskander
- 1982 - Iskander de dromendief
- 1983 - Het huis van de wolf

#### Deirdre
- 1985 - Keerkringen
- 1985 - Bedahinne
- 1986 - Lure

#### Merisse
- 1989 - Een kring van stenen
- 1990 - het groene eiland
- 1991 - De ceders van Urtan ISBN 90-290-4282-6

### Losse romans
- 1970 - Mirakels in wonderland
- 1974 - Bollebieste
- 1976 - Daniël
- 1984 - De rook van duizend vuren
- 1988 - De dromenwever

### Verhalenbundels
- 1975 - Helm
- 1981 - Maitreya
- 1983 - Roos van het zand
- 1990 - Tweesprook